# 2012: Soudný den
2012: Soudný den (v anglickém originále 2012 Doomsday) je americký akční film z roku 2008. Režisérem filmu je Nick Everhart. Hlavní role ve filmu ztvárnili Cliff De Young, Dale Midkiff, Ami Dolenz, Danae Nason a Joshua Lee.

## Obsazení
| Cliff De Young   | Lloyd          |
| Dale Midkiff     | Frank Richards |
| Ami Dolenz       | Susan          |
| Danae Nason      | Sarah          |
| Joshua Lee       | Alex           |
| Sara Tomko       | Wakanna        |
| Caroline Amiguet | Trish Lane     |
| Shirley Raun     | paní Reed      |